# Mohammad Esmail Azarpad
Mohammad Esmail Azarpad (persa: محمد اسماعیل آذرپاد, nascido em 1938) é um pioneiro do taekwondo no Irã e é conhecido como o pai do taekwondo iraniano. Ele é atualmente o Presidente do Comitê de Veteranos da Federação de Taekwondo da República Islâmica do Irã (FTRII). Ele foi introduzido no Hall da Fama do Taekwondo na cerimônia de Las Vegas em 2013.

## Vida pregressa
Azarpad ingressou no Exército Imperial Iraniano em 1957. Após dois anos, integrou o Batalhão Pára-quedista. Em 1967, ele recebeu treinamento de guarda florestal na Inglaterra. Azarpad era hábil em boxe, defesa pessoal, luta livre e judô. Em 1961, Azarpad começou a treinar judô e luta livre no clube esportivo Shodjaat em Teerã.

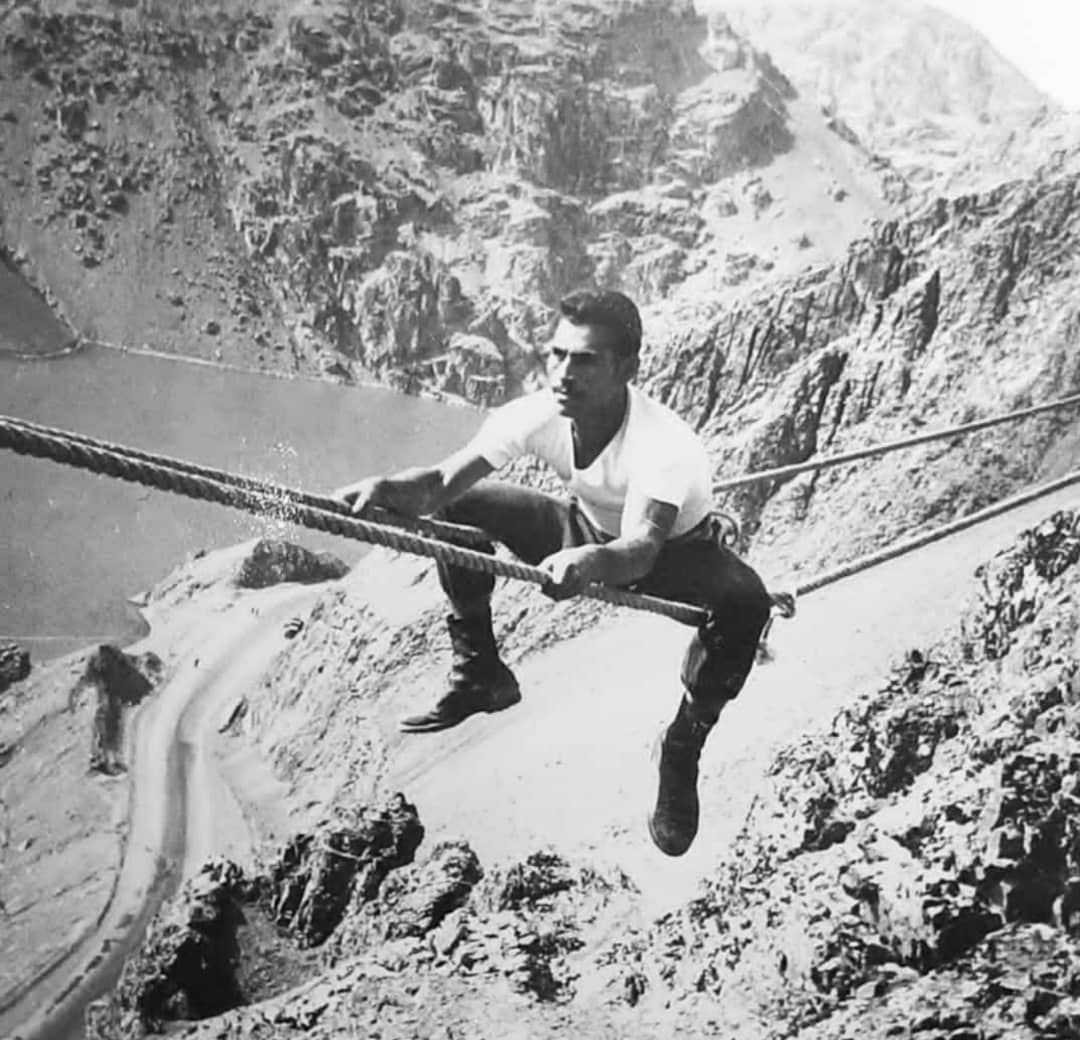
Azarpad, boina verde, treinando combate nas montanhas.
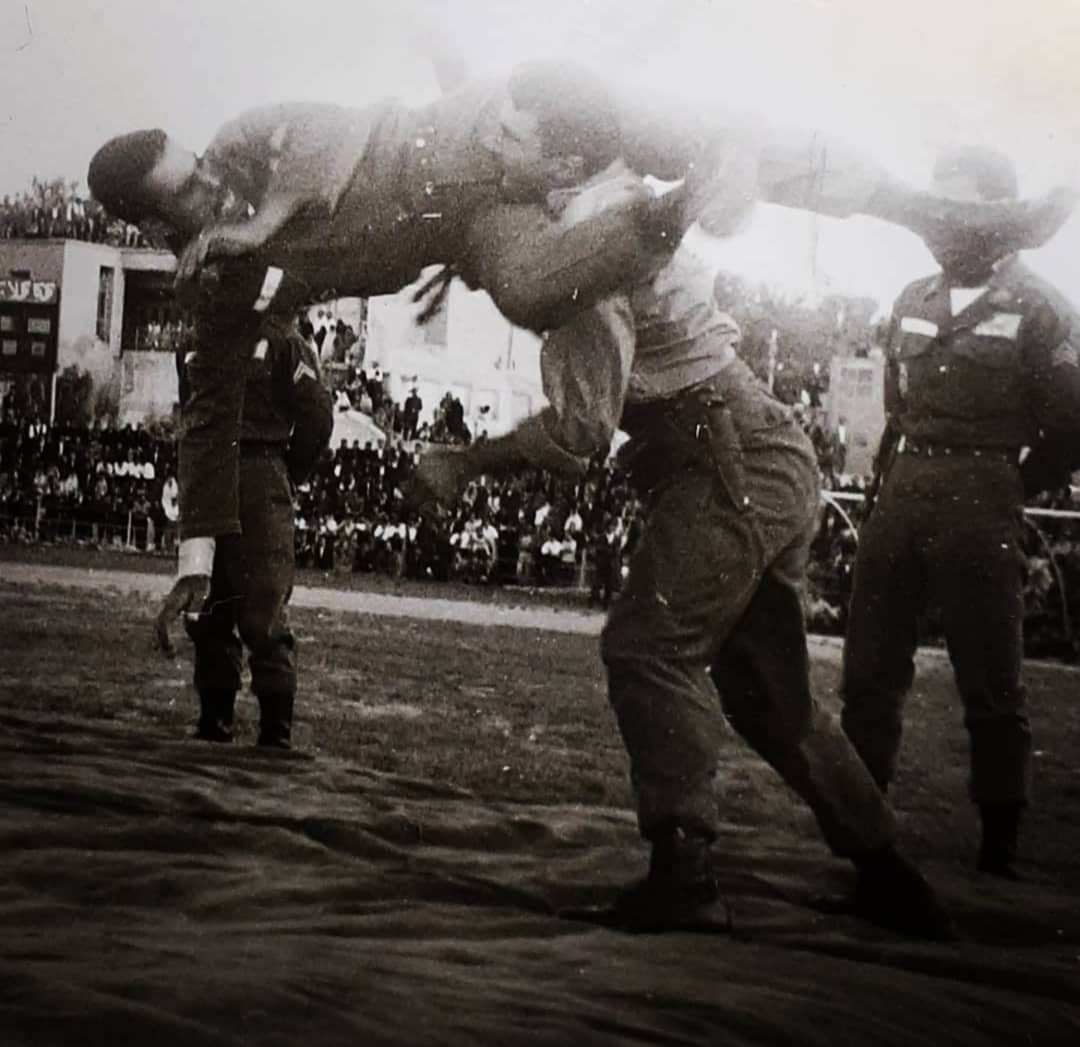
Azarpad, boina verde, treinamento de combate corpo-a-corpo.

## Estabelecendo o Taekwondo no Irã

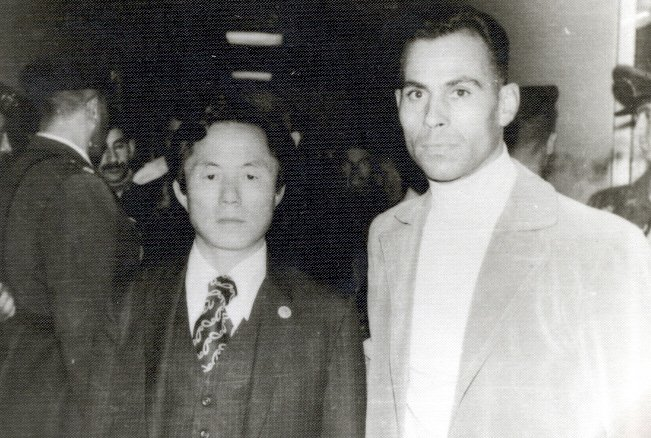
GM Azarpad com o General Choi Hong-hi em Teerã, em 1970.

Em 1970, uma delegação militar coreana composta pelo Coronel Kim Soo Ryan e seus dois associados, representando a Federação Internacional de Taekwondo (ITF), fundou o primeiro grupo de taekwondo do Irã praticando Hyeong. Isto fazia parte das relações diplomáticas, culturais e militares entre o Irão e a Coreia do Sul. O grupo de taekwondo, que foi construído sob o Departamento de Esportes do Exército, consistia em cerca de 100 oficiais selecionados das Forças Armadas Iranianas, que estavam entre os funcionários mais aptos e talentosos da época. O curso durou um ano e cerca de 60 pessoas conseguiram se promover à faixa preta 1º Dan e receber o certificado de instrutor. Esses instrutores organizaram demonstrações e cursos em outras unidades militares do país para apresentar o taekwondo. Alguns dos instrutores que viviam em Teerã fundaram seus próprios clubes, ensinando civis. Assim, o taekwondo começou a se espalhar também entre pessoas fora do exército. O primeiro clube de taekwondo a começar a registrar membros civis foi o clube esportivo do exército, Sarbaaz (antigo Clube Pahlavi), com Azarpad como treinador principal em 1972. Apenas os familiares dos oficiais das forças armadas eram elegíveis para se registrar e treinar neste clube.
Em 1975, Azarpad começou a praticar com o Grão-Mestre Lee Woon Se e tornou-se mestre de Poomse além de Hyeong/Hyung.
Em 1975 foi fundada a Associação de Taekwondo das Forças Armadas, onde em outubro do mesmo ano conseguiu enviar uma equipe composta por seus melhores integrantes, todos das forças especiais, para a Copa do Mundo da Coreia do Sul. Nesta Copa do Mundo, o Irã conseguiu sua primeira medalha, uma medalha de bronze. O Irã também participou do Campeonato Asiático de Taekwondo na primavera de 1976, em Melbourne. A Associação de Artes Marciais do Irã foi fundada em 1977 e no mesmo ano a associação tornou-se membro da World Taekwondo (antiga WTF). No Campeonato Asiático de Taekwondo de 1978, em Hong Kong, o Irã conquistou o 3º lugar.

## O Pai do Taekwondo iraniano

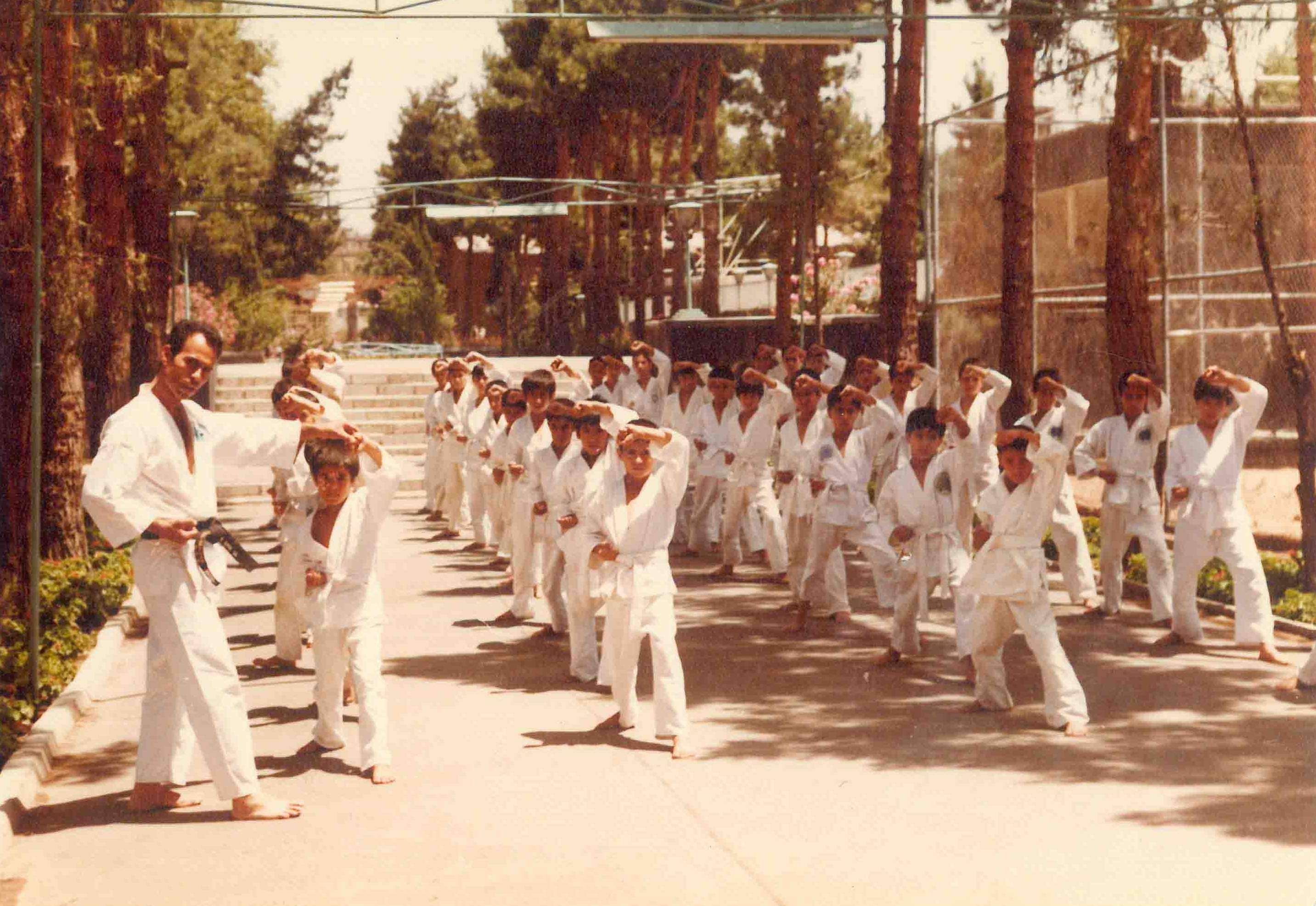
Lecionando no Clube Esportivo Sarbaz (ex-Pahlavi).

É certo que os coreanos introduziram o taekwondo ao mundo em 1970-71, e no caso do Irão o Mestre Kim Soo Ryan teve essa responsabilidade. A questão é como os iranianos lidaram com o taekwondo depois dele, e as pessoas ao redor do mundo estão interessadas em saber quem são os pioneiros do taekwondo no Irã? A este respeito, o título de “o Pai do Taekwondo Iraniano” é mais adequado ao Grão-Mestre Azarpad.
Como mencionado anteriormente, o Sr. Azarpad aprendeu taekwondo no Exército Real Iraniano sob a supervisão do Mestre Kim Soo Ryan, e obteve o título de Sênior da Classe pelos seguintes motivos:
1. Ele já fora classificado como 1º Dan no judô, e naquela época já era instrutor de judô, defesa pessoal, luta de baioneta e escalada. Isso significa que antes do taekwondo ele tinha o título de instrutor de artes marciais e outras áreas do exército real.
2. Ele era um instrutor e líder experiente.

3. Ele era cerca de 12 anos mais velho que seus colegas de taekwondo.

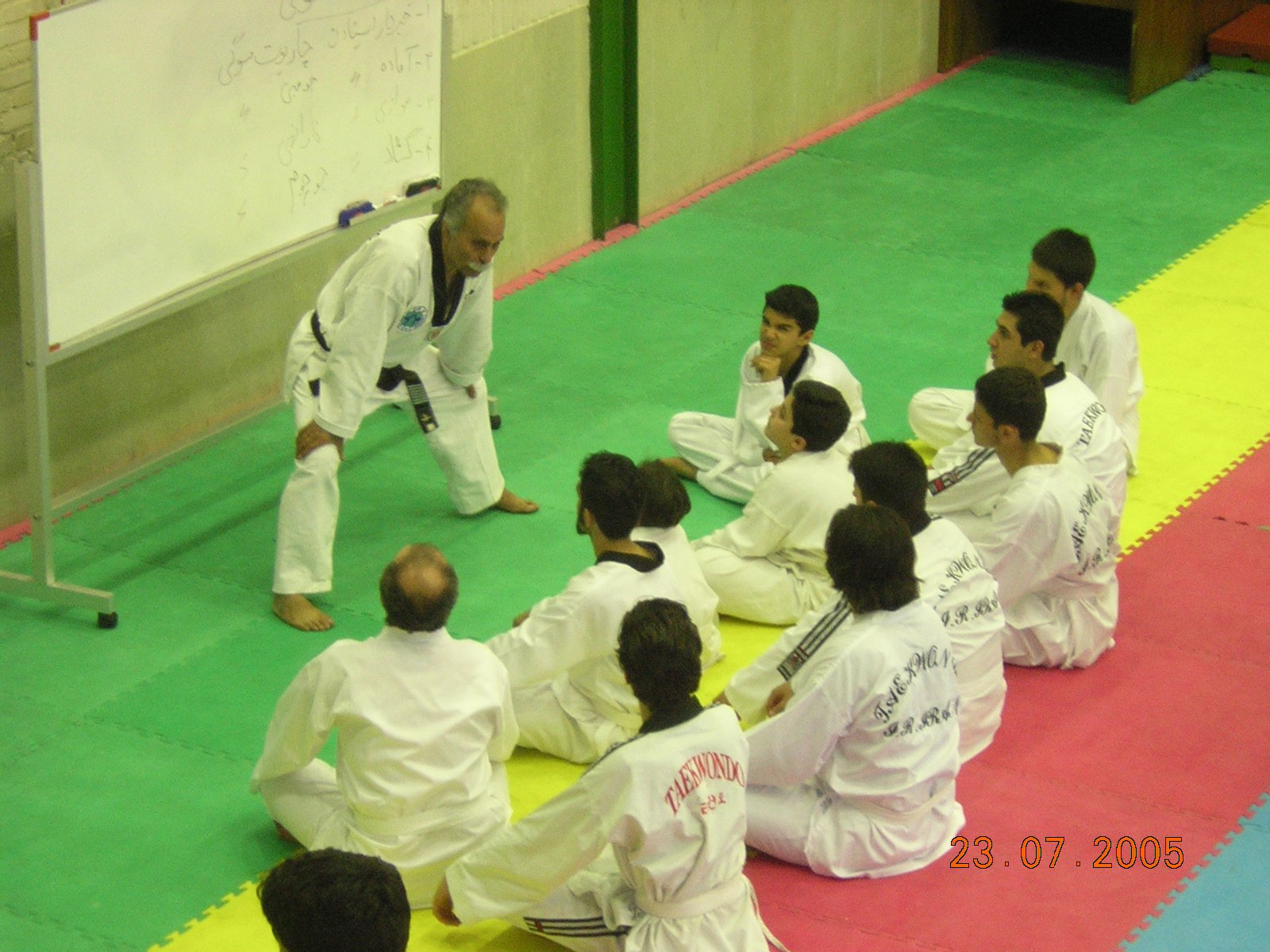
GM Azarpad ensinando teoria do taekwondo para seus alunos em Teerã, em 2005.

Apesar da idade, ele sempre foi um dos pioneiros mais motivados e ativos do taekwondo até hoje. Curiosamente, apenas o Grão-Mestre Azarpad ainda está ativo na vida diária do taekwondo iraniano. Infelizmente, os demais integrantes do grupo pioneiro não estão presentes por diversos motivos.
Azarpad atua nas seguintes áreas, além de ensinar taekwondo:
1. Árbitro Internacional,
2. Treinador da Seleção Nacional,
3. Ensinar na Academia de Taekwondo nas seguintes áreas:
  - A filosofia da Emersão do Taekwondo,
  - A Filosofia das Formas do Taekwondo,
  - A História do Taewkondo no Mundo,
  - Os Princípios das Técnicas Básicas (Kiong jaze),
4. O chefe do Comitê Técnico da Federação Iraniana de Taekwondo,
5. O chefe do Comitê dos Pioneiros da Federação Iraniana de Taekwondo,
6. Instrutor e examinador de vários seminários de treinamento da Federação Iraniana de Taekwondo, como cursos de instrutor ou árbitro.